# Marco Ketelaer

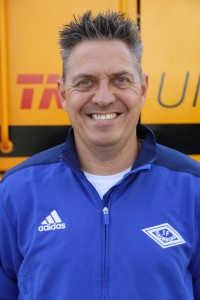
Marco Ketelaer (2016)

Marco Ketelaer (* 18. Juli 1969) ist ein deutscher Fußballtrainer und ehemaliger Fußballspieler.

## Leben
Der ältere Bruder des Profifußballers Marcel Ketelaer durchlief seit dem Alter von sechs Jahren bei Borussia Mönchengladbach die Jugendabteilungen und gewann dabei eine Westdeutsche Meisterschaft, zweimal die Niederrheinmeisterschaft und zweimal den Niederrheinpokal in verschiedenen Altersklassen. Als 17-Jähriger stand Ketelaer an der Seite von Stefan Effenberg im ersten DFB-Junioren Pokalfinale. Man unterlag dem 1. FC Nürnberg mit 1:2. Im Anschluss vollzog er den Übergang als noch 17-jähriger in die Amateurmannschaft des Bundesligisten. Von 1987 bis 1992 spielte er bei den Amateuren und wurde in der internationalen Nachwuchsrunde eingesetzt.
Nach 16 Jahren Klubzugehörigkeit erfolgte der Wechsel zum Rheydter Spielverein in der Oberliga (damals dritthöchste Spielklasse). Es folgten in den Jahren von 1995 bis 2001 Engagements beim Dülkener FC, TSV Kaldenkirchen, SC Union Nettetal und PSV Mönchengladbach.
2001 kehrte Ketelaer als Co-Trainer von Holger Fach zu den Amateuren von Borussia Mönchengladbach zurück und wirkte als Spieler in den Pokalspielen mit und wurde 2003 einmal in der Oberliga eingesetzt. 2004 endete das Engagement. 2005 übernahm er den Landesligisten Union Nettetal. In den Jahren 2006 bis 2009 fungierte er als Co-Trainer beim SC Kapellen-Erft und beim 1. FC Mönchengladbach. In dieser Zeit durchlief er die Trainerausbildung und schloss diese mit der A-Lizenz ab.
2009 wurde er Co-Trainer des Frauenfußballbundesligisten FCR 2001 Duisburg. Im ersten Jahr wurde man DFB-Pokalsieger und erreichte das Halbfinale der Champions League. Nachdem sich der Verein im Februar 2011 von Cheftrainerin Martina Voss-Tecklenburg getrennt hatte, übernahm Ketelaer die Mannschaft als Interimstrainer und führte diese erneut ins Halbfinale der Champions League. Von der Saison 2011/12 an übernahm Ketelaer die Mannschaft als Cheftrainer. Lange spielte man um die Deutsche Meisterschaft mit und stand im DFB-Pokal Halbfinale. Dort scheiterte man unglücklich im Elfmeterschießen am 1. FFC Frankfurt.  Ketelaer betreute das Team bis Oktober 2012 und schied dann aus persönlichen Gründen aus.
Zur Saison 2015/16 wurde er Torwarttrainer bei den Sportfreunden Baumberg. Die Saison schlossen die Baumberger als Meister ab und stiegen in die Oberliga auf. Baumberg etabliert sich in der Oberliga und spielt in der laufenden Saison 2017/18 um den Meistertitel mit.
Im Jahr 2017 fungierte Ketelaer als Trainer der Fohlen-Fußballschule von Borussia Mönchengladbach  sowohl bei den Förderkursen als auch den Feriencamps.
Seit Anfang 2018 steht er in Diensten der Knappen-Fußballschule des FC Schalke 04. Schwerpunkt China mit dem Projekt in Kunshan.
Seit 1989 arbeitet Ketelaer mit einer zweijährigen Unterbrechung in der Verwaltung von Mönchengladbach. 2016 erreichte er 25 Dienstjahre.